# إتش إس بي سي الشرق الأوسط

شعار البنك

بنك إتش إس بي سي الشرق الأوسط المحدود هو أكبر بنك دولي في الشرق الأوسط. تلقى البنك العديد من الجوائز في مختلف الفئات.

## المصرفية في الشرق الأوسط
يمتلك إتش إس بي سي شبكة من المكاتب في مختلف بلدان الشرق الأوسط. عمليات المجموعة في الشرق الأوسط عبر هذه الشركة وتشكل مقر المنطقة الإقليمية مما يجعلها مسؤولة عن إدارة حصة المجموعة في البنك التجاري العربي البريطاني.

### الجزائر
الجزائر جزء من المجموعة منذ عام 2009 ولها فرعين في الجزائر. يقدم البنك المنتجات والخدمات المصرفية للشركات والخدمات المصرفية للأفراد وإدارة الثروات.

### البحرين
شبكة البنك في البحرين تمتد عبر سبعة مواقع بما في ذلك وحدة مصرفية خارجية. إتش إس بي سي يوفر مجموعة واسعة من الخدمات المصرفية للعملاء من الشركات والأفراد في البحرين. إتش إس بي سي هو أكبر بنك أجنبي في البحرين وله فروع في المنامة وضاحية السيف والعدلية فضلا عن شبكة واسعة من أجهزة الصراف الآلي في 17 موقع مختلف.

### الأردن
بنك إتش إس بي سي امتلك من قبل بنك الاستثمار العربي الأردني 19 يونيو 2014.

### الكويت
بدأت عمليات إتش إس بي سي في الكويت في عام 2005 برأسمال قدره 15 مليون دينار كويتي. يقع الفرع في مدينة الكويت في برج الخرافي المقابل للكنيسة. مع سياسة الفرع الواحد للبنوك الدولية فإن إتش إس بي سي الكويت يقدم كامل الخدمات المصرفية للشركات والخدمات المالية والرعاية والخدمات المصرفية الاستثمارية والأعمال المصرفية الخاصة والخدمات المصرفية الممتازة للأفراد.

### لبنان
بعد أن دخل لبنان في عام 1946 حافظ إتش إس بي سي على وجوده منذ ذلك الحين. يدعم البنك شبكة من ثلاثة مكاتب في خليج سانت جورج بدورا ورأس بيروت وهو يدعم الخدمات الهاتفية والخدمات المصرفية عبر الإنترنت.

### عمان
عمل بنك إتش إس بي سي عمان في سلطنة عمان منذ عام 1948 ويوفر مجموعة واسعة من الخدمات المصرفية للعملاء من الشركات والأفراد. في السنوات الأخيرة توسع إتش إس بي سي عمان إلى أكثر من 90 فرع وبالإضافة إلى التشغيل الكامل للخدمات التجارية والعمليات المصرفية الخاصة وخدمة الحراسة للأوراق المالية مسقط. البنك لديه عدة مراكز خدمة عملاء في المناطق السكنية الرئيسية للمغتربين. في عام 2012 اندمجت إتش إس بي سي مع بنك عمان الدولي وبنهاية عام 2012 تم تسميته جميع الفروع ببنك عمان الدولي وبنك إتش إس بي سي عمان للأسف تدهورت خدمته بعد عملية الدمج.
يحصل حاملي بطاقة إتش إس بي سي الائتمانية على مختلف الفوائد غير المنشورة مثل نسخة مجانية من كتاب القسائم المجانية الترفيه والوصول إلى صالة بلازا بريميوم في مطار مسقط الدولي.
إتش إس بي سي في السنوات الأخيرة قام بترقية خدماته لتشمل البنوك الجوال والهاتف المصرفي والإنترنت المصرفي بما في ذلك التطبيقات المتوفرة على متجر أبل. كما أنه يوفر تنبيهات عبر الرسائل النصية لجميع المعاملات التي تتم على الحساب بما في ذلك السحوبات والتحويلات والشراء.
عملاء إتش إس بي سي متاح لهم ربط حسابات بنوك إتش إس بي سي في الخارج وإجراء تحويلات فورية بين كل حساباتهم الدولية. أيضا للعملاء الحق الحصري في مراكز الخدمات في مدينة السلطان قابوس والعذيبة بالإضافة إلى مناطق الخدمة المتفانية في بعض الفروع الرئيسية مثل القرم وروي.

### باكستان
بدأ إتش إس بي سي عملياته في باكستان في 1982. منذ ذلك الحين وسع إلى جميع المدن الرئيسية في باكستان ويعمل كبنك متكامل الخدمات. يضم حاليا 10 مكاتب ومركز مكالمات هاتفية على مدار الساعة وإتش إس بي سي بريميير. كما يقدم البنك خدمات للباكستانيين غير المقيمين. من فروعه أربعة تقع في كراتشي واثنان في لاهور وواحد في كل من إسلام آباد وروالبندي وفيصل وسيالكوت. وتعمل مكاتب إتش إس بي سي في باكستان تدار من قبل شركة هونغ كونغ وشنغهاي المصرفية. في عام 2008 باعت شركة هونغ كونغ وشنغهاي المصرفية أعمالها المصرفية في باكستان إلى بنك إتش إس بي سي الشرق الأوسط المحدود.
في 9 مايو 2014 وافق إتش إس بي سي على بيع أعمالها في باكستان لبنك ميزان المحدود من خلال برنامج الدمج تحت قانون الشركات الباكستانية المصرفية. الصفقة خضعت للموافقات التنظيمية العرفية وغيرها بما في ذلك موافقة المساهمين المباشرة في إتش إس بي سي والميزان ومن المتوقع أن تستكمل خلال النصف الثاني من عام 2014. في 31 ديسمبر عام 2013 تتألف الشركة من 10 فروع وتبلغ الأصول الإجمالية 455 مليون دولار أمريكي. سيتم توظيف جميع العاملين في شركة إتش إس بي سي مع عدد قليل جدا من الاستثناءات في بنك الميزان عند الانتهاء.

### فلسطين

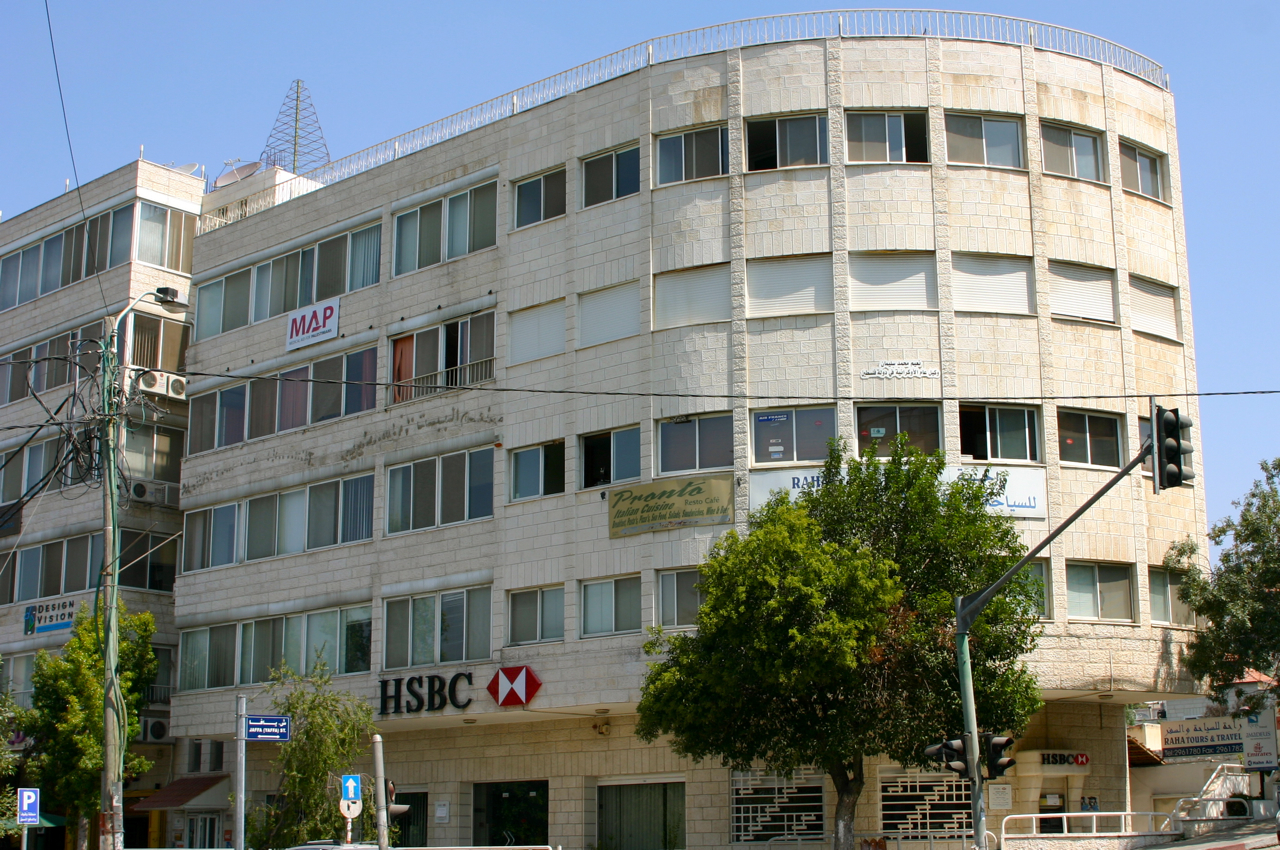
مقر HSBC في رام الله في أغسطس 2010 وتم إغلاقه في 2015.

عمل البنك في الأراضي الفلسطينية حتى 31 ديسمبر 2015. وفر خلالها الخدمات المصرفية الشخصية والتجارية وكان المقر الرئيسي في مدينة رام الله. أبلغ البنك سلطة النقد الفلسطينية القائمة بأعمال البنك المركزي الفلسطيني نيته إغلاق فرعه في فلسطين وأن يكون يوم 31 ديسمبر 2015 آخر يوم دوام له.

### قطر
كان إتش إس بي سي موجود في قطر منذ عام 1954. يقدم البنك مجموعة كاملة من المنتجات والخدمات المصرفية من الخدمات المصرفية التجارية والخدمات المصرفية للأفراد وإدارة الثروات والأعمال المصرفية الخارجية.
إتش إس بي سي هو أكبر بنك أجنبي في قطر ولديه أربعة فروع في الدوحة (طريق المطار) والسد والخليج الغربي وسلوى فضلا عن شبكة واسعة من أجهزة الصراف الآلي في 22 موقع مختلف.

#### مصر[4]
تأسس بنك HSBC مصر في العام 198م تحت اسم بنك هونج كونج - مصر، وذلك بنسبة 40٪ من الملكية لـ HSBC. وفي يناير 1994، تم تغيير اسم البنك إلى البنك المصري البريطاني تحت نفس الهيكلية السابقة.
اتخذ البنك اسم HSBC Egypt في أبريل 2001 بعد زيادة مساهمة مجموعة HSBC من 40٪ إلى 94.5٪ من رأس مال لبنك المصري البريطاني.
في أعوام 2001 و 2003 و 2005 أطلقت مجلة The Banker على اسمه لقب «بنك العام» في مصر.

#### إسرائيل[5]
بدأ بنك HSBC عملياته في إسرائيل بترخيص مصرفي كامل منذ عام 2001، ومقره في رمات جان.
يقدم HSBC في إسرائيل حاليًا الخدمات المصرفية التجارية والخدمات المصرفية الخاصة من خلال بنك HSBC الخاص في سويسرا.

#### السعودية[6]
شركة إتش إس بي سي العربية السعودية هي شركة سعودية مساهمة مقفلة ومقرها الرئيسي في مدينة الرياض. ويعتبر بنك استثماري في السعودية وليس بنك تجاري (مصرف).
ثم الترخيص له بمزاولة أعمال الاوراق المالية في 2005/11/19 برأس مال مدفوع يبلغ: 500,000,000 ريال سعودي مملوك بنسبة 100% لـ HSBC Holding ، وتشمل نشاطاتها التالي:
     - إدارة الأصول
     - خدمات الوساطة
     - خدمات الأوراق المالية
     - الاستشارات الاستثمارية المصرفية
     - أسواق الديون المالية
     - تمويل المشاريع
     - أبحاث الأسهم
معلومات الشركاء:
- شركة إتش إس بي سي آسيا هولدنج بي في.
- البنك السعودي البريطاني.

### الإمارات
تمثل دولة الإمارات العربية المتحدة جزءا رئيسيا من أعمال إتش إس بي سي بوجود 24 فرع كما يوجد موقع المكتب الرئيسي الإقليمي للإتش إس بي سي.

## مجلس الإدارة (اعتبارا من 21 مايو 2014)
- ديفيد ج. إلدون (الرئيس).
- محمد التواجري (العضو المنتدب والمدير التنفيذي).
- راجا أل غورغ.
- كريستوفر ج. م. كيرل.
- ألان كير.
- روبين مونرو ديفيز.
- عبد الحكيم مصطفوي.
- السير ويليام باتي.
- عبد الفتاح شرف.
- توماس ل. سلاتيري.
- كريس سبونر.
- نيكولاس ج. وينسور.